# Афимьино (Вышневолоцкий район)
Афи́мьино — деревня в Вышневолоцком городском округе Тверской области. 

## География
Расположена на реке Холохоленка в 15 км к юго-востоку от Вышнего Волочка, в 1 км от автодороги «Москва — Санкт-Петербург» (поворот в деревне Холохолёнка).

## История

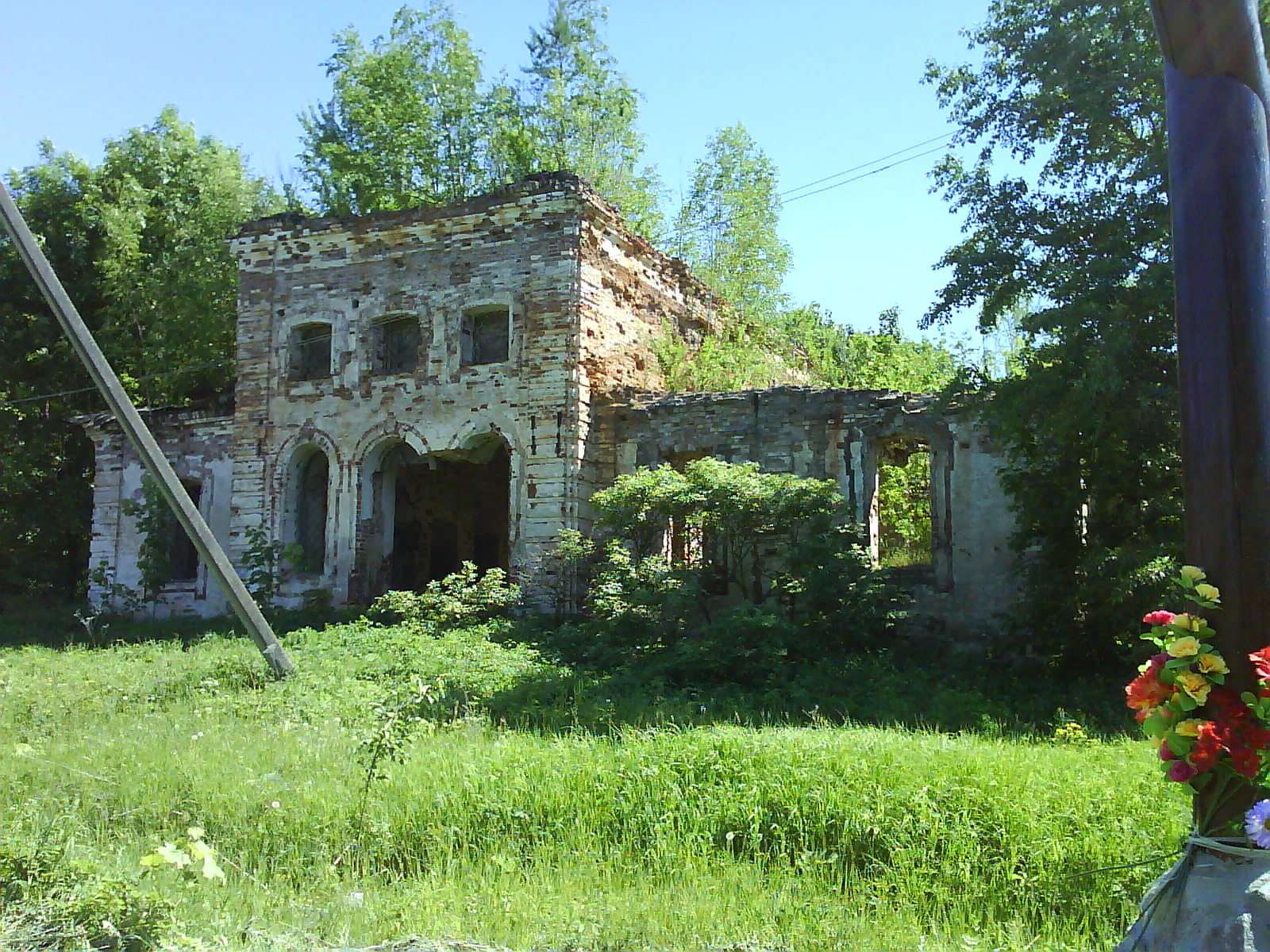
Церковь Успения Пресвятой Богородицы. 2011 год

В 1751 году в селе была построена каменная Успенская церковь с 3 престолами.
В XVIII—XIX веках в селе Афимьино располагалась усадьба помещиков Тыртовых, позже принадлежала Отто и Базловым.
В конце XIX — начале XX века село входило в состав Холохоленской волости Вышневолоцкого уезда Тверской губернии.
С 1929 года деревня входила в состав Холохоленского сельсовета Вышневолоцкого района Тверского округа Московской области, с 1935 года — в составе Калининской области, с 1954 года — центр Холохоленского сельсовета.
После революции на базе усадьбы создан совхоз «Афимьино», позднее там располагалась Вышневолоцкая МТС (1932—1959). В 1970—1984 годах — Афимьино в совхозе «Рогачевский». В начале 1970-х годов началось строительство птицефабрики «Юбилейная» (вошла в строй в 1973) и благоустроенных домов для рабочих. Численность населения в деревне резко возросла, в 1980 году — 582 человека, в 1989—1160 человек.
С 2005 года село являлось центром Холохоленского сельского поселения, с 2019 года — в составе Вышневолоцкого городского округа.

## Население
| 1859 | 1980 | 1989  | 2002 | 2010 |
| ---- | ---- | ----- | ---- | ---- |
| 100  | ↗582 | ↗1160 | ↘930 | ↘855 |

## Инфраструктура
В деревне находятся птицефабрика «Юбилейная», Холохоленская средняя общеобразовательная школа, детский сад, Дом культуры, библиотека, службы ЖКХ, отделение почтовой связи.

## Достопримечательности
Сохранился комплекс усадьбы Тыртовых (XVIII—XIX вв.): главный дом, хозяйственные постройки, въездные ворота и две подъездные берёзовые аллеи, регулярный парк с прудом и островом, Успенская церковь (1751) (здесь в 1935—1937 годах служил священник Феодосий Болдырев, канонизированный Русской православной церковью в лике священномучеников в 2000 году).